# Pulsando España
Pulsando España fue un magacín de actualidad presentado por Inmaculada Galván y Ricardo Altable. El formato se estrenó en 13 TV al comienzo de la temporada 2011/2012 y finalizó a mediados de la misma.

## Formato
Pulsando España era un formato estructurado en la sucesión de reportajes de actualidad, denuncias de los espectadores, fiestas, tradiciones populares y conexiones en directo. Así, diez reporteros recorrían todos los rincones de nuestro país para ofrecer las historias más entretenidas, cercanas, actuales y frescas en riguroso directo, abriendo una ventana a los ciudadanos.

## Equipo

### Presentadores
- Inmaculada Galván
- Ricardo Altable